# Yamaha YM3526

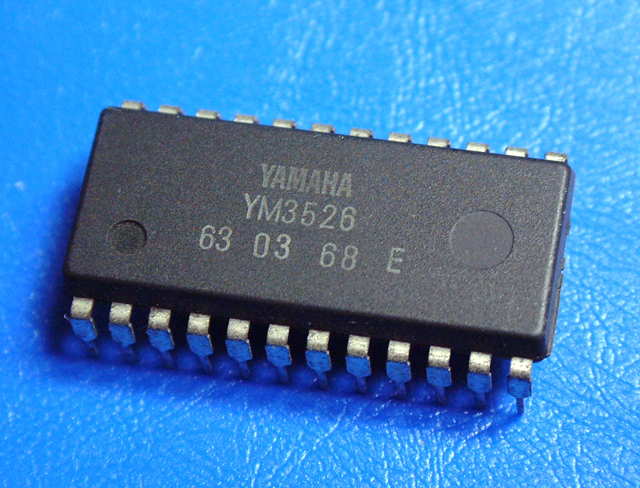
Lo Yamaha YM3526.

L'YM3526, noto anche come OPL (FM Operator Type-L), è un chip sonoro prodotto da Yamaha Corporation come sintetizzatore FM a basso costo dotato di 9 canali audio. Fu usato nella Sound Expander, una scheda di espansione per il Commodore 64, ed in diversi arcade, tra cui Bubble Bobble.
Un chip molto simile è lo Yamaha Y8950, o MSX-AUDIO, usato in una scheda di espansione per gli home computer MSX. L'Y8950 è essenzialmente un YM3526 con aggiunte le funzioni di registrazione e riproduzione ADPCM.